# Gilles Delaigue
Pour les articles homonymes, voir Delaigue.
Pas d'image ? Cliquez ici

a Compétitions nationales et continentales officielles uniquement.

b Matchs officiels uniquement.
Dernière mise à jour le 24 janvier 2025.
Gilles Delaigue, est né le 23 novembre 1949 à Sainte-Colombe (Rhône). Joueur de rugby à XV, il a évolué principalement au Rugby club toulonnais Il a été sélectionné en équipe de France au poste de trois-quarts centre (1,73 m pour 68 kg). 
Il est le père de Yann Delaigue qui est également international français de rugby.

## Biographie
Gilles Delaigue dispute son premier test match avec l'équipe de France le 27 octobre 1973 contre le Japon, et le second et dernier contre l'équipe de Roumanie, le 11 novembre 1973.
En club, il dispute avec le RC Toulon la finale de Championnat de France 1971 perdue face à l'AS Béziers.

## Palmarès

### En club
- Finaliste du Championnat de France en 1971 avec le RC Toulon.

### En équipe nationale
- 2 sélections avec l'équipe de France en 1973
- 1 essai (4 points)